# 岭脚村
岭脚村，是中华人民共和国江西省上饶市婺源县浙源乡下辖的一个村。
2013年8月，岭脚村被评为第二批中国传统村落。
岭脚村有以下文物保护单位：
1. 婺源徽饶驿道浙岭段，江西省文物保护单位
  1. 徽饶古驿道浙岭段,浙源乡岭脚村、虹关村
  2. 岭脚村孝子坊，浙源乡岭脚村会里村
  3. 立本堂，浙源乡岭脚村会里村
  4. 贻桂堂，浙源乡岭脚村会河东村
  5. 吴楚分源碑，浙源乡岭脚村西坑村
  6. 同春亭，浙源乡岭脚村西坑村
  7. 一线泉，浙源乡岭脚村西坑村
  8. 鼻孔梁亭，浙源乡岭脚村西坑村
  9. 宋村桥，浙源乡岭脚村段村
2. 岭脚村古建群 明-民国，婺源县文物保护单位，含詹广宅.詹广斌宅.上厅屋.大夫第.詹广任宅.罗汉树